# 三栖郵便局

三栖郵便局（みすゆうびんきょく）は、和歌山県田辺市にある郵便局。民営化前の分類では無集配特定郵便局であった。

## 概要
〒646-0215
和歌山県田辺市中三栖791-1
かつては旧田辺市を田辺郵便局と上芳養郵便局と共に担う集配郵便局であったが、民営化直前の集配郵便局再編の際に、当該業務を廃止し田辺郵便局へ移管した。

## 沿革
- 2000年（平成12年）2月7日 - 田辺市中三栖1546-4から田辺市中三栖791-1へ移転
- 2006年（平成18年）9月19日 - ゆうゆう窓口（郵便時間外窓口）を廃止し、田辺郵便局へ集配業務を移管。
- 2007年（平成19年）10月1日 - 民営化。
- 2012年（平成24年）10月1日 - 日本郵便株式会社発足。

## 取扱内容
- 郵便、印紙、ゆうパック、内容証明
- 貯金、為替、振替、振込、国債、投資信託
- 生命保険、バイク自賠責保険、自動車保険、がん保険
- ゆうちょ銀行ATM

## 風景印
- ウメの変形枠に図案はメジロとウメの木、史跡・三栖廃寺址。局名表記は「和歌山　三栖」
- 使用開始日は1997年（平成9年）10月1日

## 周辺
- 田辺市立三栖小学校
- 左会津川
- 田辺市役所三栖連絡所
- 井谷モータース
- 田辺警察署三栖警察官駐在所

## アクセス
- 駐車場あり（3台）